# محسن امین‌زاده
محسن امین‌زاده (زاده ۳ مرداد ماه ۱۳۳۶ در مشهد) دیپلمات اصلاح طلب، به مدت هشت سال معاون وزارت امور خارجه ایران در دولت سید محمد خاتمی بود. وی که از اعضای مؤسس حزب جبهه مشارکت ایران اسلامی است، پیش تر از سال ۱۳۶۸ تا ۱۳۷۱  معاون مطبوعاتی وزیر فرهنگ و ارشاد اسلامی در دوره وزارت سید محمد خاتمی بود.

## سوابق اجرایی و مسئولیت‌ها
در زمان وزارت سید محمد خاتمی در وزارت ارشاد، از سال ۱۳۶۸ تا ۱۳۷۱ وی سمت معاون مطبوعاتی وزارت ارشاد را به عهده داشت. پس از استعفای محمد خاتمی، به وزارت علوم رفت و از سال ۱۳۷۱ تا ۱۳۷۳ مشاور بین‌الملل وزیر علوم و آموزش عالی مصطفی معین بود. در سال ۱۳۷۳ به کتابخانه ملی رفت و مشاور بین‌الملل رئیس کتابخانه ملی، سید محمد خاتمی شد. 
با انتخاب سید محمد خاتمی به عنوان رئیس‌جمهور، وی از سال ۱۳۷۶ تا ۱۳۸۴ معاون آسیا و اقیانوسیه وزیر امور خارجه کمال خرازی بود.

## تحصیلات
|                                                              |
| لیسانس مهندسی معدن از دانشگاه صنعتی امیرکبیر پلی تکنیک تهران |
| فوق لیسانس علوم سیاسی از دانشگاه شهید بهشتی                  |

## فعالیت‌های سیاسی
محسن امین‌زاده در ۲۶ خرداد ٬۱۳۸۸ همراه بسیاری دیگر از فعالان سیاسی و اجتماعی در جریانات مربوط به رویدادهای پس از اعلام نتایج انتخابات ریاست جمهوری ایران (۱۳۸۸) بازداشت و به زندان اوین منتقل شد. محسن امین‌زاده در ۲۱ بهمن ۱۳۸۸ پس از ۲۳۸ روز زندان که ۴ ماه آن را در سلول انفرادی گذراند برای نخستین بار به مرخصی رفت. او در ۱۹ بهمن ۱۳۸۸ در دادگاه جمهوری اسلامی ایران به ۶ سال حبس تعزیری در حکم اولیه محکوم شد. اتهام‌های او اجتماع و تبانی به قصد برهم زدن امنیت کشور و همچنین تبلیغ علیه نظام از طریق مصاحبه با شبکه‌های خارجی عنوان شده است. علی‌رغم اعتراض او و وکیلش و ارائه دفاعیه ۴۰ صفحه‌ای دادگاه تجدیدنظر با یک سال کاهش، حکم قطعی ۵ سال زندان را به او ابلاغ کرد. او در دی ۱۳۹۱، به دلیل مشکلات قلبی و ناپایداری ضربان قلب و فشارخون از زندان به بیمارستان منتقل شد، و در ۲۱ خرداد ۱۳۹۲ به بند ۳۵۰ زندان اوین بازگشت. امین‌زاده در ۲۷ شهریور ۱۳۹۲، بدون محاکمه یا اعلام قبلی از زندان آزاد شد.